# プチコン4 SmileBASIC
『プチコン4 SmileBASIC』（プチコンフォー スマイルベーシック）は、スマイルブームより2019年5月23日に配信が開始されたNintendo Switch用ソフトウェア。

## 概要
スマイルブームは過去においても、BASIC言語を用いたプログラムを制作可能なソフトとして『プチコン』シリーズを4作品展開しており、本タイトルは5作目、バージョンは4にあたる。

## 歴史
- 2018年5月 - プレスリリースを通じてタイトルの正式発表。当初の発売時期は2018年秋[3]。
- 2018年11月 - 8月に行なわれたワークショップで得た問題点をもとに、ワークショップに参加しないユーザーでもプログラムが覚えられるようなガイド機能の追加と携帯モードでの操作性の向上やサンプルプログラムなどの追加のための時間が必要であるという判断から、2019年春への発売延期が発表[4][5]。
- 2019年5月17日 - 発売日を2019年5月23日とすることを発表[6]。
- 2019年5月23日 - 配信開始。

## 強化・追加される機能
ここでは、プチコン3号のことを3号、プチコンBIGのことをBIGと呼称する。

### プログラミング

#### 追加された書式
配列生成
```
VAR
 
ID
[
4
]
 
=
 
[
1
,
 
2
,
 
4
,
 
8
]
 
'明示的に要素数を指定することが可能

DIM
 
INTS[]
 
=
 
[
1
,
 
2
,
 
3
,
 
4
,
 
5
,
 
6
,
 
7
,
 
8
,
 
9
]
 
'要素数を省略すると自動的に要素数が推論される

```

VARまたはDIMの右辺で一つ以上のリテラルを角括弧で囲むことによって、配列自体の初期値を設定できるようになった。
新しい数学定数の追加
#PI (=3.1415926535)、#EXP (=2.7182818284)が追加された。
行の継続
行末にバックスラッシュ (U+005C) を記述することで、次の行と合わせて継続して扱われるようになった。
制御構文の追加
場合分けを行うCASE文と、無限ループを行うLOOP文が追加された。
ユーザー定義定数
#で始まるコンパイル時定数をCONST文で定義できるようになった。
列挙型の追加
ENUM文で列挙型を定義することができるようになった。(ただし、実体は整数である)
円記号のマッピングの変更

#### 追加された機能
- 配列の動的な操作 [doc 3]
- 配列の次元数の取得 [doc 3]
- 変数の型の取得 [doc 3]

### プログラミング以外

#### デバイス
USBポート経由で接続されたキーボード、マウスの利用
3号ではニンテンドー3DSにUSBポートが存在していなかった。BIGではWii UにUSBポートが存在したが、マウスをポインティングデバイスとして利用できなかった。
タッチパネルでの複数タッチの検出
3号とBIGでは、ハードウェアのタッチパネルが抵抗膜方式であるため、複数のタッチは検出できなかった。
Joy-Con、Toy-Conのサポート
これにより赤外線カメラ、ジャイロセンサーが使えるようになった。
透過度付き32ビットカラーのサポート
3号とBIGでは16ビットカラーであった。
グラフィック描画領域の面積拡大
2048×2048ピクセルに拡大した。3号は512ピクセル四方、BIGは1024ピクセル四方であった。
- ファイル名に使用することができる文字数が3号、BIGの最大14文字から最大32文字に拡大した[doc 6]。
- レイヤーの概念が導入された[doc 5]。そのため、レイヤー単位で表示に加工を施すことが可能になった[8]。
- コンソールテキストの拡大、回転、ピクセル単位の位置の調整が可能になった。

#### MML
- 同一トラック内での和音に対応。[doc 7]
- MML 内のコメントブロックに対応。[doc 7]
- 合成音声による歌唱に対応。[doc 7]

#### その他
- オフラインで閲覧できる初心者ガイドを搭載。
- サーバーにアップロードされた作品を一覧表示できるようになり、選択してダウンロードほか、"人気" や "いいね数" による並べ替えが可能

## 変更される機能
BG のテキストスクリーンへの統合
ゲームのマップや背景表示用に矩形のタイルを敷き詰めて表示する「BG」機能は廃止され、従来からテキスト表示に使用されていたテキストスクリーンに統合された。新しいテキストスクリーンは従来の BG 相当の機能も有しており、命令体系がやや異なるが、BG と同じ用途にも使用できる。
システム変数の廃止
バージョン番号や現在のコンソールの表示位置などが取得できた「システム変数」は、すべて代替の関数・命令・定数に置き換えられた。
変数型の廃止
3号、BIGまでは変数の末尾に変数型を示す記号（サフィックス）である「$」や「#」「%」をつけることによって、それぞれ文字列型、実数型、整数型として機能していたが、本バージョンでは指定の有無や種類にかかわらずどのような値の型でも格納できるようになった。型を示す記号自体は互換性のために残されている。たとえばA$という変数は、従来では定義した時点で文字列型となり、数値の代入をするとエラーになったが、本バージョンでは問題なく代入できる。ただし、配列変数では従来通り型が決まっており、この記号によって全要素の型が決定される。

## バージョン
機能追加がメインのアップデートについては、関数の追加および不具合修正を割愛する。
- Ver.4.0.0 (2019年5月23日) : 最初のリリース。
- Ver.4.0.1 (2019年6月3日) : 緊急性の高いバグが修正された。[12]
- Ver.4.0.2 (2019年6月14日) : ユーザーから報告された多数の不具合が修正された。[13]
- Ver.4.1.0 (2019年8月15日) : 公開作品画面タグ絞り込みとソートが実装される。[14]
- Ver.4.2.0 (2019年11月7日) : 体験版配信に伴いセーブデータ引き継ぎ機能を追加。Nintendo Switch Liteを考慮した操作系の変更。プログラムスロットが従来の4個から6個に増加。[15]
- Ver.4.3.0 (2020年2月28日) : 英語表示に対応する[注 2]。エラーメッセージの表記の変更。[16]
- Ver.4.4.0 (2020年6月16日) : 英語表示の改善。プロジェクト一覧の表示にキャッシュを導入し高速化。[17]

## 基本仕様
| 使用可能最大メモリ容量       | 128MB |
| 最大プログラム行数           | 999999行 |
| 最大プログラムサイズ         | 2MB（1048576文字）                                                                                            |
| 文字コード                   | UTF-16（BMPのみ）                                                                                             |
| 文字種類                     | 数字、英字、ひらがな、カタカナ、ラテン系特殊文字、ロシア文字、ギリシャ文字、独自記号（UNICODE私用領域を使用） |
| データ型                     | 整数型、実数型、文字列型、およびそれらの配列型（整数配列型、実数配列型、文字列配列型）                        |
| 整数型                       | 符号付き32ビット整数（-2147483648～2147483647）10進表記以外に16進表記（&H）と2進表記（&B）が可能              |
| 実数型                       | IEEE 754 倍精度実数                                                                                           |
| 文字列型                     | サイズ可変。1文字につき2バイト、最大長はメモリの空き容量に依存                                                |
| 配列型                       | 4次元配列まで作成可能。最大要素数はメモリの空き容量に依存                                                     |
| ファイル種類                 | TXT（文字列データ）、DAT（数値配列データ）、GRP（画像データ）                                                 |
| ファイルの最大サイズ         | 16MB（圧縮後のサイズ。保存時に自動圧縮される）                                                                |
| プロジェクト                 | ファイルの管理単位。ファイルは必ずプロジェクトの中に格納される                                                |
| プロジェクトの最大サイズ     | セーブデータ上での制限はない。サーバーアップロードは最大20MB                                                  |
| セーブデータ領域の最大サイズ | 64MB～512MB                                                                                                   |

## プチコン4で制作された商用ソフト
- しんや一族 北海道おいしいもの争奪戦（スマイルブーム、2021年12月23日発売）[18]
- モフモフ戦線（BURNSOUCOU、2022年6月16日発売）[19]
- OLLLO（スマイルブーム、2024年2月29日発売）
- まつけけBurst!（スマイルブーム、2024年2月29日発売）